# Batologia

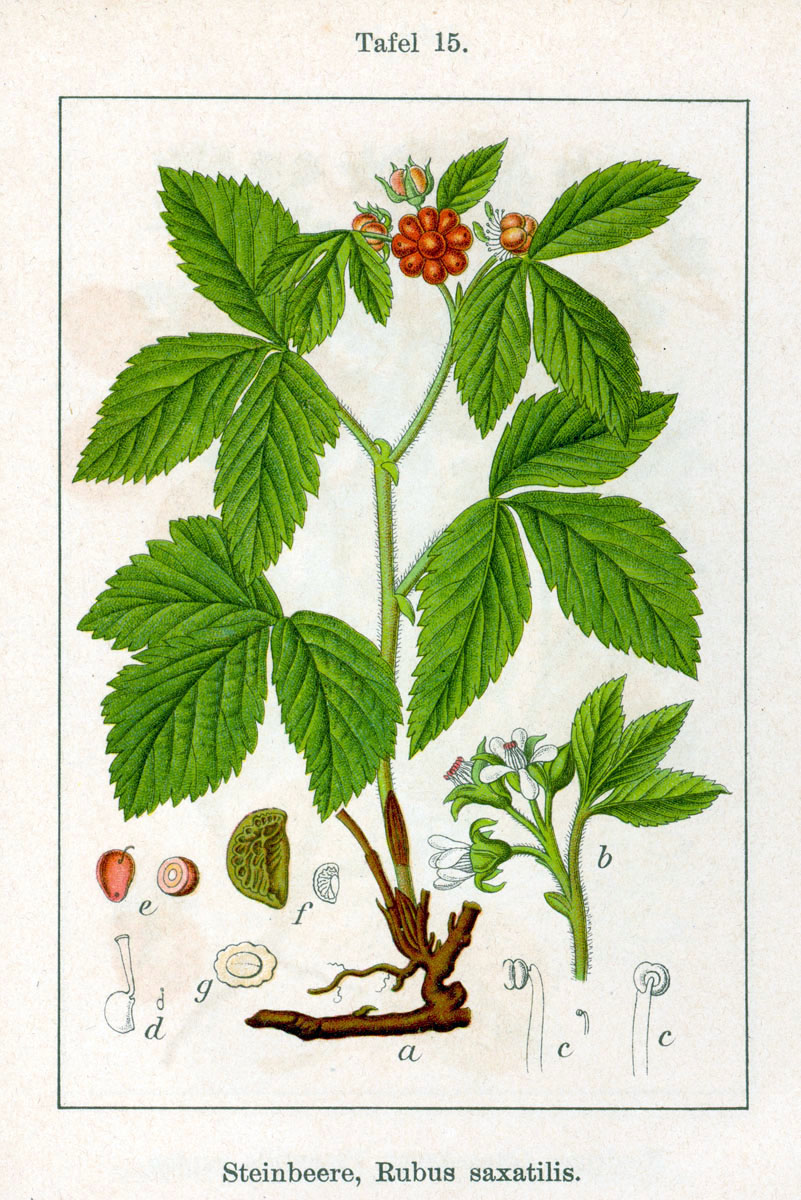
Malina kamionka (Rubus saxatilis)

Batologia – dziedzina nauki (botaniki) zajmująca się badaniem jeżyn (Rubus L.). Nazwa pochodzi od greckich słów βάτος – jeżyna, które pojawia się w nazwach naukowych podrodzajów jeżyn (Eubatus, Anoplobatus, Chamaebatus, Idaeobatus, Malachobatus), oraz logos (gr. = słowo, nauka).
Wąska specjalizacja w badaniach tego rodzaju służy zrozumieniu bardzo złożonego zróżnicowania na poziomie genetycznym i morfologicznym jeżyn, w konsekwencji także systematyki tych roślin. Dla przykładu, na terenie Polski występuje co najmniej 88 gatunków jeżyn, w Europie Środkowej (według definicji Illustrierte Flora von Mitteleuropa – Niemcy i Austria w granicach sprzed 1914) – ponad 400 gatunków, a na Wyspach Brytyjskich – 334 gatunki. Nierzadko rodzajowi temu poświęcane są więc odrębne monografie, w których opisywane są liczne taksony, głównie apomikty pochodzenia mieszańcowego (mikrogatunki). 
Badania batologiczne prowadzili m.in. Henri Sudre, Ernst Holzfuss i Heinrich E. Weber, a w Polsce Franz Joseph Spribille, Witold Kulesza i Jerzy Zieliński.